# Solaseed Air
Pour les articles homonymes, voir Skynet.
ソラシド・エア 

Sorashido Ea
Solaseed Air (株式会社ソラシド・エア, Kabushiki-gaisha Sorashido Ea) est une compagnie aérienne japonaise à bas prix. Elle relie l'aéroport international Haneda de Tokyo à la préfecture de Miyazaki et à Kumamoto.

## Historique
La compagnie aérienne a été créée en 1997 sous le nom de « Pan Asia Airlines ». En août 1998, la dénomination sociale de la compagnie aérienne a été changée en « Skynet Asia Airways Co., Ltd. » avant le début des opérations en juillet 2002. La compagnie aérienne est rebaptisée « Solaseed Air » en juillet 2011, et le changement de sa dénomination sociale légale en « Solaseed Air Inc. » suivi en décembre 2015.

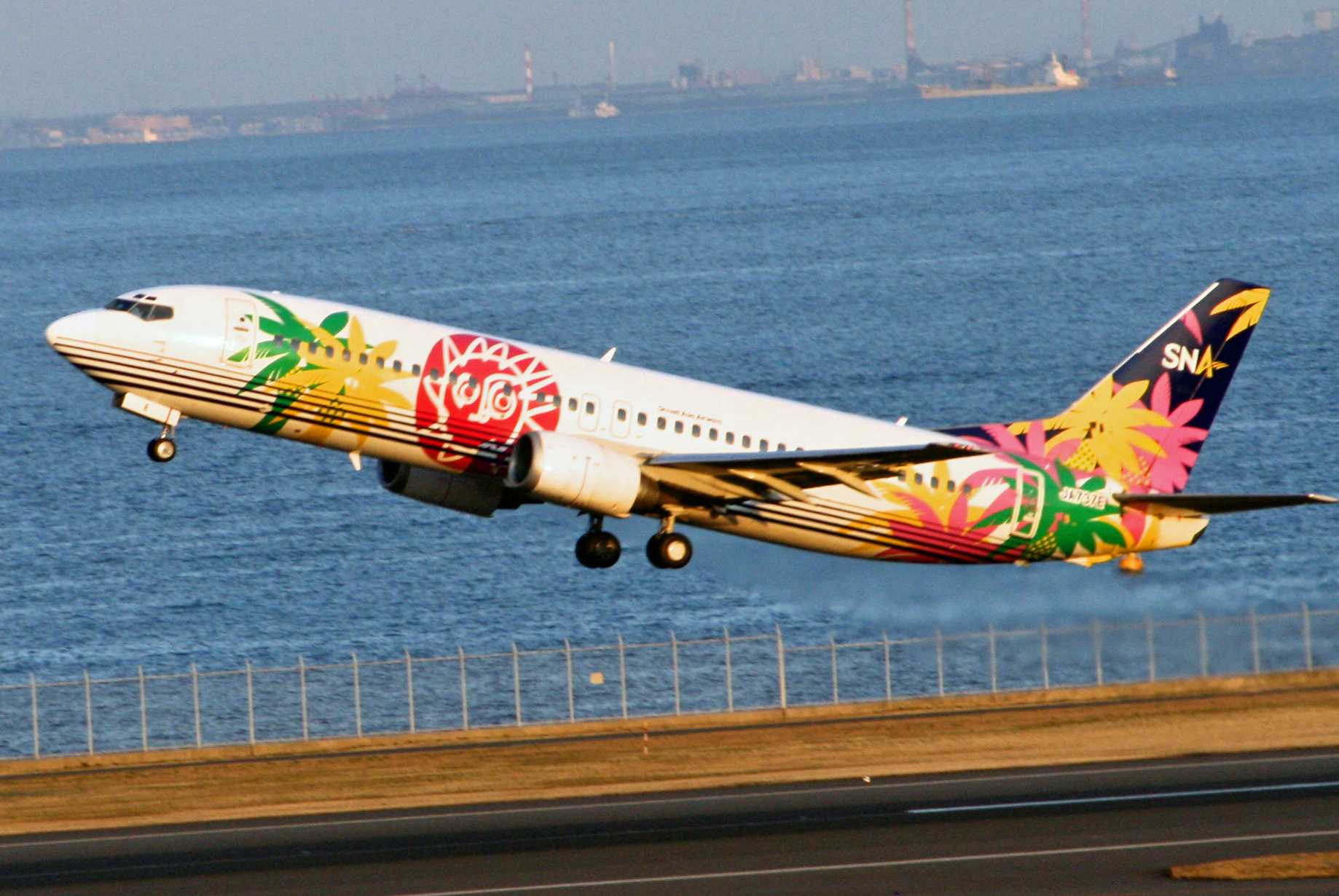
Un Boeing 737-400 de Skynet Asia Airways décollant de l'aéroport Haneda de Tokyo (2007)

Les avions de Skynet Asia Airways sont repeints dans la nouvelle livrée de Solaseed Air.
À ses débuts, en 2011, Solaseed Air exploite une flotte de 10 Boeing 737-400 hérités de Skynet Asia Airways. Un premier Boeing 737-800 va rapidement intégrer la flotte quelques mois plus tard dans le but de remplacer les Boeing 737-400 et de se développer. Ainsi, les Boeing 737-400 vont progressivement être retirés à partir de 2012, le dernier sortant de la flotte en 2014. En parallèle, plusieurs Boeing 737-800 de nouvelle génération sont intégrés à la flotte. En 2019, la compagnie compte 14 Boeing 737-800 dans sa flotte.
En mai 2021, Solaseed Air et Air Do annoncent vouloir fusionner à la suite des difficultés de la Pandémie de Covid-19. L'accord est officialisé le 3 octobre 2022, donnant suite à une nouvelle holding, RegionalPlus Wings.

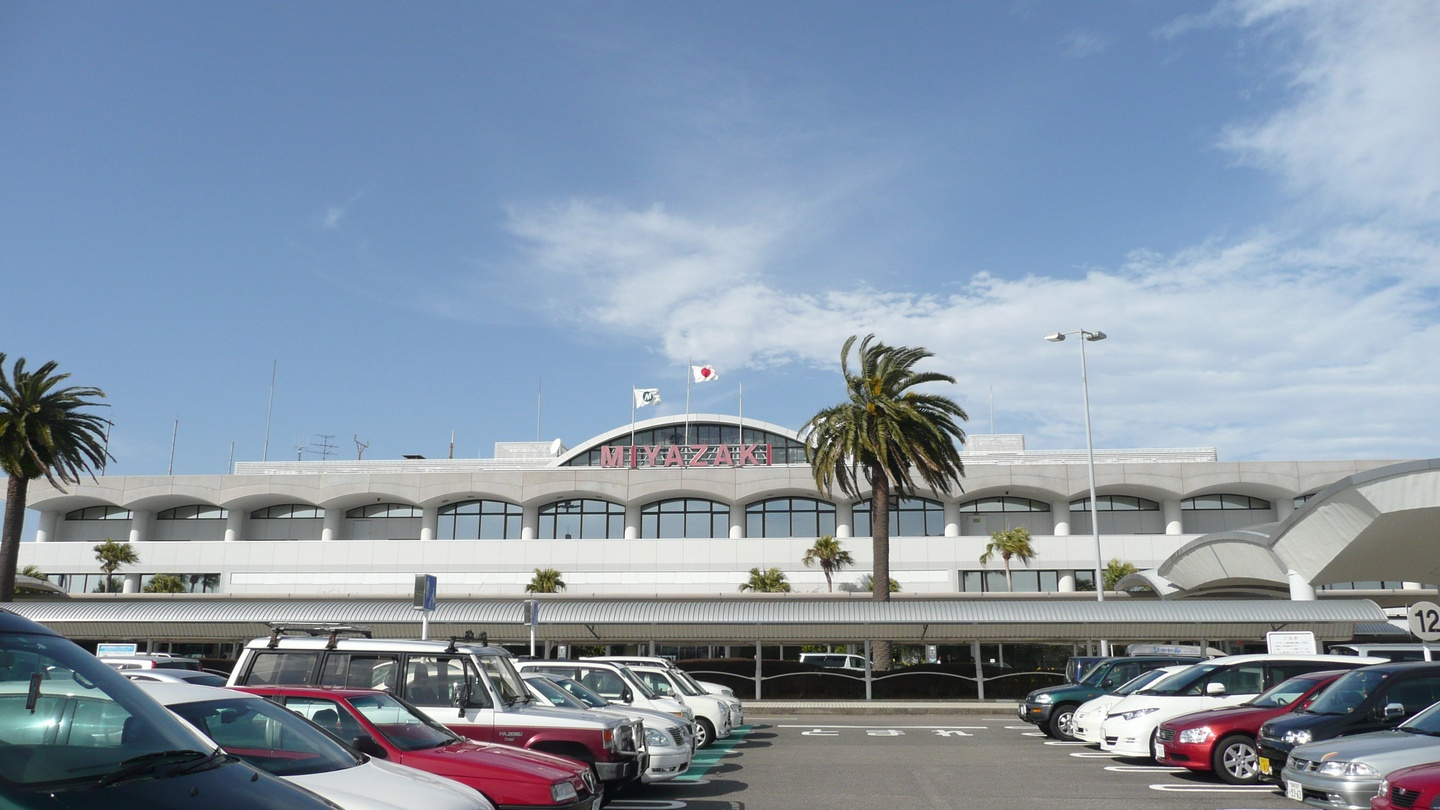
L'aéroport de Miyazaki, siège de la compagnie

## Propriété et destinations
Avant sa fusion avec Air Do, les principaux actionnaires de la compagnie aérienne étaient la Banque de développement du Japon (en) (22,41 %), Miyazaki Kotsu Co., Ltd. (17,03 %) et ANA Holdings Inc. (17,03 %). Depuis, elle est détenue à 100 % par une holding née de la fusion, RegionalPlus Wings.
La compagnie assure des vols entre sa base de Tokyo et des destinations sur l'île de Kyushu.

## Accords de partage de codes
Solaseed Air partage ses codes avec les compagnies suivantes :

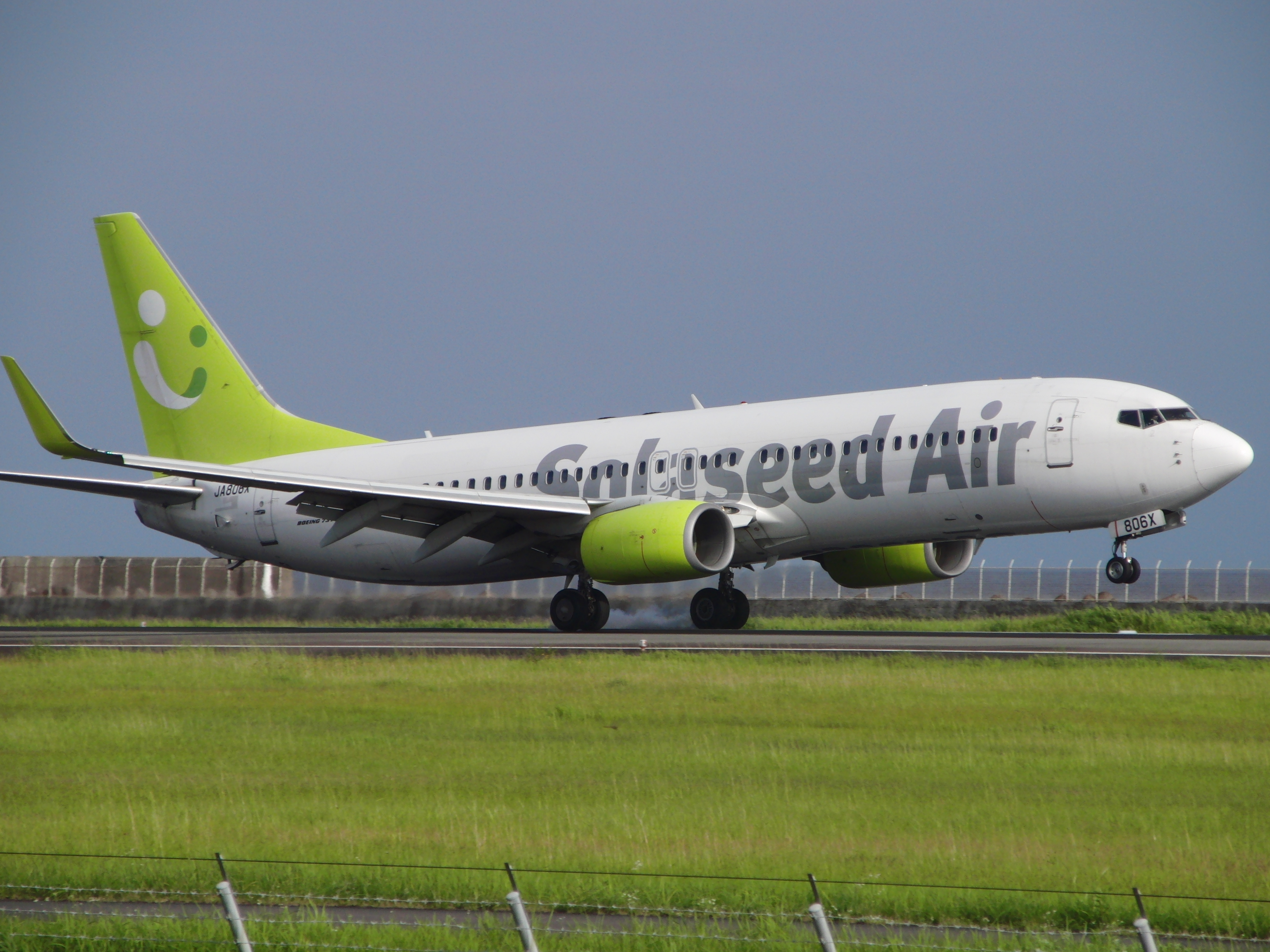
Un Boeing 737-800 de Solaseed Air

- All Nippon Airways
- StarFlyer

## Flotte
| Modèles        | En service | Commandes | Passagers                 | Remarques |
| -------------- | ---------- | --------- | ------------------------- | --------- |
| Boeing 737-800 | 13         | —         | 174                       |           |
| Boeing 737-800 | 13         | —         | 176                       |           |
| Boeing 737-800 | 1          | —         | Loué à All Nippon Airways |           |
| Total          | 14         | —         |                           |           |

La compagnie a par le passé exploité les types d'avions suivants :

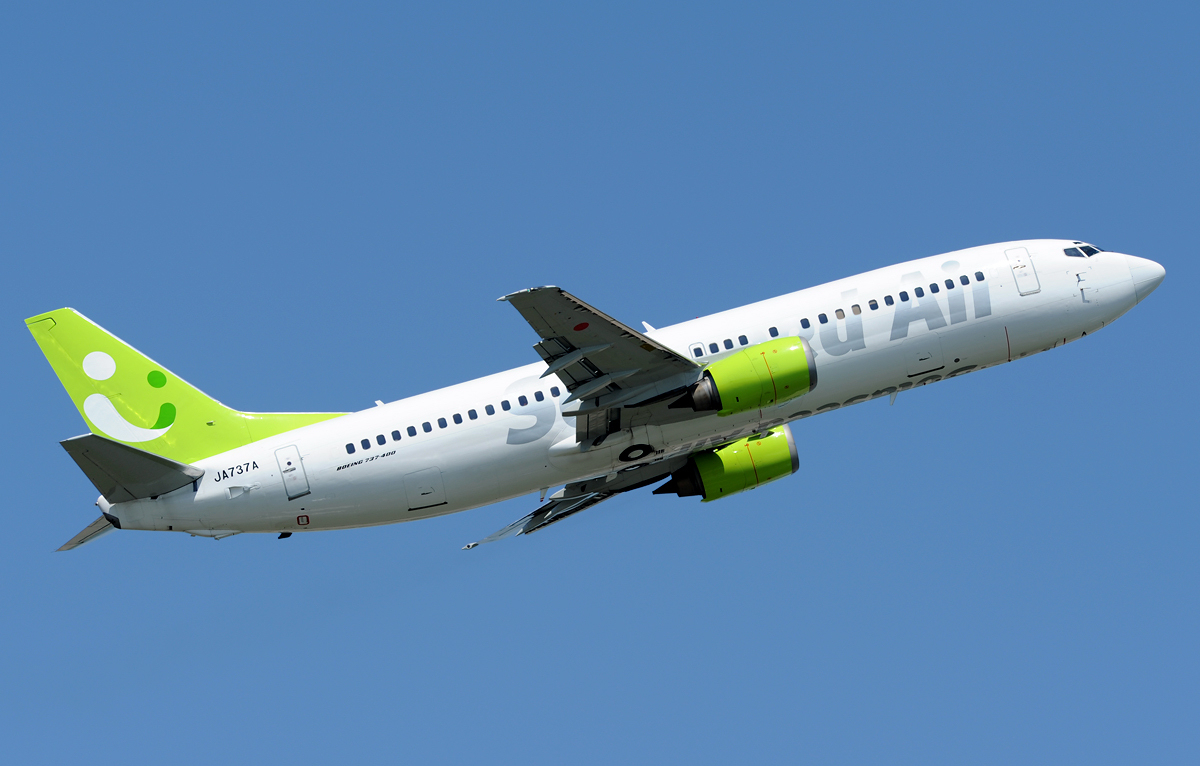
Boeing 737-400 de Solaseed Air

- Boeing 737-400 de Solaseed Air Boeing 737-400 (hérités de Skynet Asia Airways et remplacés par des Boeing 737-800)